# L'Hôpital-le-Mercier
 L'Hôpital-le-Mercier  es una población y comuna francesa, en la región de Borgoña, departamento de Saona y Loira, en el distrito de Charolles y cantón de Paray-le-Monial.

## Demografía
| 258 | 267 | 294 | 290 | 306 | 300 |
| Para los censos de 1962 a 1999 la población legal corresponde a la población sin duplicidades (Fuente: INSEE [Consultar]) |     |     |     |     |     |